# Ulrich Chaussy
Ulrich Chaussy (né en 1952 à Karlsruhe) est un journaliste  et un essayiste allemand.

## Biographie
En 1965, Chaussy est allé à Munich pour étudier la littérature et la langue allemande et la sociologie. Après ses études, il a commencé à travailler comme journaliste de  radio  (Bayerischer Rundfunk, Westdeutscher Rundfunk, et Radio Bremen) et a publié plusieurs essais.
Il est aussi connu pour sa critique de la version officielle concernant l'attentat de l'Oktoberfest
En 1977, des policiers ont fait irruption chez Ulrich Chaussy avec des armes car il était soupçonné de fabriquer des bombes. Cette information s'est révélée sans aucun fondement.
Chaussy est à l'origine d'une initiative citoyenne contre la fermeture des bibliothèques publiques et a fondé en 2004 une association de soutien nommé (de)Bücher&mehr (Livres et plus).

## Œuvres (sélection)

### Livres
- (de) Die drei Leben des Rudi Dutschke. Eine Biographie. Luchterhand, Darmstadt, 1983 ; Pendo, Zürich, 1999,  (ISBN 3-85842-532-X).
- (de) Oktoberfest. Ein Attentat. Wie die Verdrängung des Rechtsterrors begann. Luchterhand, Darmstadt, 1985 ; Links, Berlin, 2014,  (ISBN 978-3-86153-757-1)
- (de) Nachbar Hitler. Führerkult und Heimatzerstörung am Obersalzberg. Links, Berlin 1995; 7. akt. Aufl. ebd. 2012,  (ISBN 978-3-86153-704-5).
- (de) Es lebe die Freiheit! Die Geschichte der Weißen Rose und ihrer Mitglieder in Dokumenten und Berichten (avec Gerd R. Ueberschär). Fischer Taschenbuch, Francfort sur le Main, 2013  (ISBN 978-3-596-18937-3).

### Documents audios en allemand
- Allen Gewalten zum Trutz sich erhalten. Die Geschichte der Weissen Rose. Ein Hörbild. 2 Kompaktkassetten + Text mit 92 Seiten. Tondokumente – Bayerischer Rundfunk. Reihe: Unser Jahrhundert im Radio, Munich 1993.
- Obersalzberg – Vom Bergbauerndorf zum Führersperrgebiet. Zeitzeugen berichten. DVD. Herausgeber: Institut für Zeitgeschichte, Munich 2004,  (ISBN 3-9807890-5-5). (aussi en vidéo avec l' (ISBN 3-9807890-1-2))

### Documentaires radiophoniques en allemand
- Operation Foxley. Wie die Briten Hitler am Obersalzberg töten wollten. Feature. Bayerischer Rundfunk, 2006
- Wenn die Stasi dem Generalbundesanwalt auf die Finger sieht. Das Oktoberfestattentat in neuem Licht. Bayerischer Rundfunk, 2010
- Mein Name ist BND. ARD-Radiofeature, 2011
- Ich hab’ nur meine Pflicht getan. Der unerschrockene Gendarm Paul Mayer, 2012
- Genosse Quelle, Kamerad V-Mann. ARD-Radiofeature, 2012
- Geheimarmee STAY BEHIND - Der Staat als Pate des Terrors. Bayerischer Rundfunk, 2014

### Film
- Attentat à la fête de la bière ((de) Der blinde Fleck – Täter. Attentäter. Einzeltäter?) 2014. Le rôle d'Ulrich Chaussy est interprété par Benno Fürmann.

## Vie privée
Ulrich Chaussy est marié et a un enfant.

## Prix et récompenses
- Prix Herwig Weber 2010 - Prix du Presse-Club international de Munich pour son Documentaire radiophonique (de)Wenn die Stasi dem Generalbundesanwalt auf die Finger schaut.
- Médaille de la Constitution bavaroise ((de)Bayerische Verfassungsmedaille) argent, 2014.

## Source
- (de) Cet article est partiellement ou en totalité issu de l’article de Wikipédia en allemand intitulé « Ulrich Chaussy » (voir la liste des auteurs).